# География на Русия
Русия е разположена в Източна Европа и Северна Азия. Има площ 17 075 20 km2. Граничи с Казахстан (7598,6 km), Китай (4209 km), Монголия (3485 km), Украйна (2245,8 km), Финландия (1325,8 km), Беларус (1239 km), Грузия (897,9 km), Естония (466,8 km), Азербайджан (350 km), Литва (288,5 km), Латвия (270,5 km), Полша (236,3 km), Норвегия (219,1 km), Япония (193,3 km), САЩ (49 km) и Северна Корея (39,4 km). Най-високата точка е връх Елбрус (5642 m), най-ниската – при Каспийско море (-28 m).

## Релеф
По отношение на геоложката структура и релеф, територията на Русия може да бъде разделена на две основни части – на източна и западна (на изток и на запад от река Енисей). Западната част е предимно равнинна, с ниски хълмове, а в източната част доминират планините (въпреки че има няколко големи низини). Отчитайки тези фактори, топологически територията на Русия може да бъде разделена на шест основни орографски единици: Феноскандия, Източноевропейска равнина, Урал, Западносибирска равнина, Средносибирско плато, планините в южна и в източна Русия.

## Климат
Климатът на Русия се формира под влиянието на няколко определящи фактори, най-важният от тях е отдалечеността от морето на по-голяма част от територията, което води до преобладаване на континенталния климат. Поради местоположението на Русия, в северните ширини доминира студен климат.

## Води
Русия притежава най-големите запаси на вода в света и едни от най-големите запаси на прясна вода. Въпреки това в гъстонаселените райони на Европейска Русия се изпитва недостиг на вода.

### Езера
В страната се намира най-дълбокото езеро в света – Байкал.